# Hospice Saint-Gilles
Het Hospice Saint-Gilles is een bouwwerk in de Belgische de stad Namen, aan de voet van de Citadel van Namen. Het is sinds 1998 de zetel van het Waals Parlement. Aan de andere oever van de Maas bevindt zich het Elysette, de zetel van de Waalse Regering.
Het gebouw is gelegen aan de linkeroever van de Maas, vlak voor de samenvloeiing gevormd door de monding van de Samber in de eerste. Het gebouw huisvestte sinds de bouw in de 13e eeuw een ziekenhuis gepatroneerd door de Graven van Namen. In de renaissancetijd werd het grondig herbouwd. Doorheen de geschiedenis kreeg het de namen 'Grand Hospital', 'Hostellerie de Namur', 'Hôpital Notre-Dame' en het 'Ziekenhuis Sint-Gillis' (of 'Hospice Saint-Gilles'). Het bleef een ziekenhuis tot 1965 waarna het in verval raakte. Nadat het in 1985 was overgenomen door het Waals Gewest werd het tot 1990 grondig onderzocht en geïnventariseerd door archeologen en vervolgens grondig gerenoveerd.
Het Hospice Saint-Giles is sinds 15 januari 1936 erkend als monument van onroerend erfgoed.

## Trivia
- De kledingvoorschriften van het Waals Parlement verbieden toegang aan mannen in korte broek. Een geluidsman van de RTBF raakte in 2022 slechts binnen nadat hij zijn korte broek had gewisseld voor de rok van de vrouwelijke regisseur.[1]